# Amager Travbane
Amager Travbane i Tårnby eksisterede fra 1922 til 1976.
Travbanen, som blev anlagt i 1921-22, lå ved Løjtegårdsvej i Tårnby, og banens åbningsløb fandt sted 13. august 1922. Banen var den tredje permanente hestevæddeløbsbane i Danmark.
Det var en kreds af hesteejere, der var utilfredse med forholdene på Charlottenlund Travbane, der tog initiativet til at lave en bane på Amager. Amager Traverbane blev lavet som en 1200 meter bane, og der blev kørt venstre om, hvor der blev kørt højre om i Charlottenlund Travbane. Amager Travbane var den første travbane i Danmark, der indførte målfotografering. Det skete i 1940. Under besættelsen blev tyske tropper indkvarteret på banen, og der blev opstillet luftværnsbatteri på selve plænen. Indkvarteringen blev dog af kortere varighed.
Det første hundevæddeløb i Danmark fandt sted på Amager Travbane i 1923. Det var Dansk Kennel Klub, der stod for løbet med whippets, der er en lille myndetype.
Tidligt og op igennem 1930’erne kørtes mange motorcykelløb på travbanen, som havde elektrisk lys til aftenløb. Nordisk Motorcykle Forbund afviklede det nordiske banemesterskab i 1931 på Amager Travbane.
Efter krigen, fra 1946 og frem til 1970, var der atter løb på banen, deriblandt også automobilløb. I 1952 åbnedes Amager Speedway på inderkredsen af travbanen.
Da Amager Travbane var ved at gå fallit, blev travbanens areal i 1971 solgt til Tårnby Kommune med den betingelse, at travbanen kunne fortsætte endnu fem år. Den 28. marts 1976 var Amager Travbanes sidste løbsdag. Amager Travselskab, som drev Amager Travbane, førte sin virksomhed videre i 1974 til Skovbobanen i den lille landsby, Bjæverskov, 10 km vest for Køge på Sjælland. Den cirka 20 hektar store rekreative park Travbaneparken blev etableret hvor Amager Travbane lå. Et plejehjem blev bygget 1980. Amagerhallen opførtes i årene 1977-79, og i 1988 blev Travbanehallen opført.  